# Miconia polyneura
Miconia polyneura är en tvåhjärtbladig växtart som beskrevs av José Jéronimo Triana. Miconia polyneura ingår i släktet Miconia och familjen Melastomataceae. Inga underarter finns listade i Catalogue of Life.